# Sahastata amethystina
Espèce
Sahastata amethystina est une espèce d'araignées aranéomorphes de la famille des Filistatidae.

## Distribution
Cette espèce est endémique de la province de Kerman en Iran,.

## Description
La femelle holotype mesure 15,0 mm.

## Publication originale
- Marusik & Zamani, 2016 : New species of Sahastata (Aranei, Filistatidae) from southern Iran. Vestnik Zoologii, vol. 50, no 3, p. 267-270.